# 177667 Schieven
177667 Schieven este o planetă minoră (asteroid) din centura de asteroizi. A fost descoperită pe 3 martie 2005 la Jarnac Observatory⁠(d) de Jarnac Observatory⁠(d) și a fost numită după Gerald Moriarty-Schieven⁠(d). 
Obiectul prezintă o orbită caracterizată de o semiaxă mare de 2,2132646101489 UAi, o excentricitate de 0,058133233353007, o înclinație de 4,5191820016593 ° în raport cu ecliptica.